# Queen + Adam Lambert Summer Festival Tour 2016
De Queen + Adam Lambert Summer Festival Tour 2016 is een tournee van de Engelse Queen-gitarist Brian May en -drummer Roger Taylor met zanger Adam Lambert onder de naam Queen + Adam Lambert. De meeste shows zijn onderdeel van verschillende festivals in Europa en Azië. De tournee is begonnen op 20 mei 2016 in Lissabon, Portugal en is geëindigd op 30 september 2016 in Bangkok, Thailand.

## Personeel
- Adam Lambert: Leadvocalen
- Brian May: Leadgitaar, achtergrondvocalen, leadvocalen op Love of My Life en Teo Torriatte (Let Us Cling Together)
- Roger Taylor: Drums, percussie, achtergrondvocalen, leadvocalen op These Are the Days of Our Lives en A Kind of Magic
- Freddie Mercury: Vooraf opgenomen vocalen

### Extra personeel
- Spike Edney: Keyboards, achtergrondvocalen
- Rufus Tiger Taylor: Percussie, drums, achtergrondvocalen
- Neil Fairclough: Basgitaar, achtergrondvocalen

## Tracklijst

### Europa
1. One Vision (niet in Lissabon en Barcelona)
2. Hammer to Fall
3. Seven Seas of Rhye
4. Stone Cold Crazy
5. Another One Bites the Dust (voor I Want It All in de eerste 4 shows)
6. Fat Bottomed Girls
7. Play the Game
8. Killer Queen
9. Don't Stop Me Now (na Crazy Little Thing Called Love in de eerste 4 shows)
10. Somebody to Love
11. Love of My Life
12. These Are the Days of Our Lives (alleen tijdens de eerste 6 shows)
13. A Kind of Magic (alleen tijdens de laatste 9 shows)
14. Drum Battle door Roger Taylor en Rufus Tiger Taylor
15. Under Pressure (gezongen door Roger Taylor en Adam Lambert)
16. Crazy Little Thing Called Love
17. I Want to Break Free (na Killer Queen in de eerste 4 shows)
18. I Want It All
19. Who Wants to Live Forever (niet in Helsinki, Tallinn en Sölvesborg)
20. Gitaarsolo door Brian May
21. Last Horizon
22. Brighton Rock
23. Tie Your Mother Down
24. Bohemian Rhapsody
25. Radio Ga Ga (in Lissabon tijdens de toegift)

Toegift:
1. We Will Rock You
2. We Are The Champions
3. God Save the Queen (tape)

#### Minder voorkomende nummers
1. Flash (tape) (alleen bij de eerste 2 en de laatste 3 shows)
2. The Hero (alleen bij de eerste 2 en de laatste 3 shows)
3. The Show Must Go On (alleen in Lissabon en Barcelona)

### Azië
1. Seven Seas of Rhye
2. Hammer to Fall
3. Stone Cold Crazy
4. Fat Bottomed Girls
5. Don't Stop Me Now
6. Killer Queen
7. Somebody to Love
8. Love of My Life
9. These Are the Days of Our Lives (alleen op 12, 19, 21 en 23 september)
10. A Kind of Magic (alleen op 17, 22 en 26 september)
11. Drum Battle door Roger Taylor en Rufus Tiger Taylor
12. Under Pressure (gezongen door Roger Taylor en Adam Lambert)
13. Crazy Little Thing Called Love
14. Another One Bites the Dust (niet in Shanghai)
15. I Want It All
16. Who Wants to Live Forever (na de gitaarsolo in de eerste 3 shows)
17. The Show Must Go On (na de gitaarsolo in de eerste 3 shows, niet op 22 en 23 september)
18. Gitaarsolo door Brian May
19. Last Horizon
20. Brighton Rock
21. Tie Your Mother Down
22. I Want to Break Free
23. Bohemian Rhapsody
24. Radio Ga Ga

Toegift:
1. We Will Rock You
2. We Are the Champions
3. God Save the Queen (tape)

#### Minder voorkomende nummers
1. Dragon Attack (alleen in Tel Aviv)
2. I Was Born to Love You (alleen in Tokio)
3. Keep Yourself Alive (alleen in Tel Aviv)
4. Teo Torriatte (Let Us Cling Together) (alleen in Tokio)
5. Vocale solo door Adam Lambert (als onderdeel van Tie Your Mother Down, alleen op 22, 23 en 30 september)

## Tourdata

### Europa
- 20 mei 2016 - Lissabon, Portugal - Bela Vista Park[1]
- 22 mei 2016 - Barcelona, Spanje - Palau Sant Jordi
- 25 mei 2016 - Linz, Oostenrijk - Linzer Stadion[2]
- 27 mei 2016 - Keulen, Duitsland - RheinEnergieStadion
- 29 mei 2016 - Jelling, Denemarken - Festivalpladsen[3]
- 3 juni 2016 - Helsinki, Finland - Kaisaniemi Park
- 5 juni 2016 - Tallinn, Estland - Tallinn Song Festival Grounds[4]
- 9 juni 2016 - Sölvesborg, Zweden - Sölvesborg Norje[5]
- 12 juni 2016 - Isle of Wight, Engeland - Seaclose Park[6]
- 15 juni 2016 - Brussel, België - Palais 12
- 17 juni 2016 - Hinwil, Zwitserland - Autobahnkreisel[7]
- 19 juni 2016 - Oświęcim, Polen - Stadion Sportowy MOSIR[8]
- 21 juni 2016 - Boekarest, Roemenië - Piața Constituției
- 23 juni 2016 - Sofia, Bulgarije - Georgi Asparuhov Stadium[9]
- 25 juni 2016 - Padua, Italië - Villa Contarini[10]

### Azië
- 12 september 2016 - Tel Aviv, Israël - Yarkon Park
- 17 september 2016 - Marina Bay, Singapore - Marina Bay Street Circuit[11]
- 19 september 2016 - Taipei, Taiwan - Nangang Exhibition Hall
- 21, 22 en 23 september 2016 - Tokio, Japan - Nippon Budokan
- 26 september 2016 - Shanghai, China - Mercedes-Benz Arena
- 28 september 2016 - Hongkong, Hongkong - AsiaWorld–Arena
- 30 september 2016 - Bangkok, Thailand - IMPACT Arena